# 刁祁镇
刁祁乡，是中华人民共和国甘肃省临夏回族自治州临夏县下辖的一个乡镇级行政单位。

## 行政区划
刁祁乡下辖以下地区：
龙泉村、转咀村、别尕村、兰达村、铁家村、尕沟村、友好村、杨家庄村、多麻村、多支坝村、围场村和大沟村。